# فروتاروم
فروتاروم (عبری: פרוטרום תעשיות בע"מ‎) شرکت صنایع شیمیایی اسرائیلی است، که در سال ۱۹۳۳ تأسیس شد.